# Джейсон Фіггіс
Джейсон Фіггіс — ірландський режисер.

## Ранні роки, сім'я та навчання
Батьками Джейсона є Пітер та Енн Фіггіс. Фіггіс має трьох братів: Даніель, колишній дитина-актор; Пітер Мл. експерт з фітнесу, розуму та тіла, Джонатан Фіггіс режисер, який був співробітником і діловим партнером. Кузен Майк Фіггіс - номінант на Оскар, за фільм Покидаючи Лас-Вегас.
Джейсон закінчив Бейліфермонтський колледж в Дубліні.

## Кар'єра
До того як зайнятися режисурою Джейсон працював над анімаційними фільмами, включно Американська сказка 2: Фейвел їде на захід, Хто підставив кролика Роджера та Злодій і швець. Деякий час він працював на студії Amblimation, Стівена Спілберга.
Джейсон ставив театральні постанови включаючи Шекспіра. 
У 1999 році Джонатан і Джейсон розпочали спільну кар'єру кінематографа, працюючи над своїм першим короткометражним фільмом, "Палліда Морс" . 
Дублінська компанія братів, October Eleven Pictures, була створена на початку 2000-х. Джейсон працював над різноманітними програмами на каналах, Discovery Channel, Sky One, RTÉ та SVT. Також працював  над The Twilight Hour, Привиди міста з Урі: Венеція разом з Урі Гелле, Маверік у Лондоні (у ролях: Джоана Ламлі, Стівен Берков, Річард Грант, Алан Рікман).
Перший фільм студії October Eleven Picture's був 3Crosses (в Америці відомий як Одного разу в Дубліні).